# Antonia Fenn

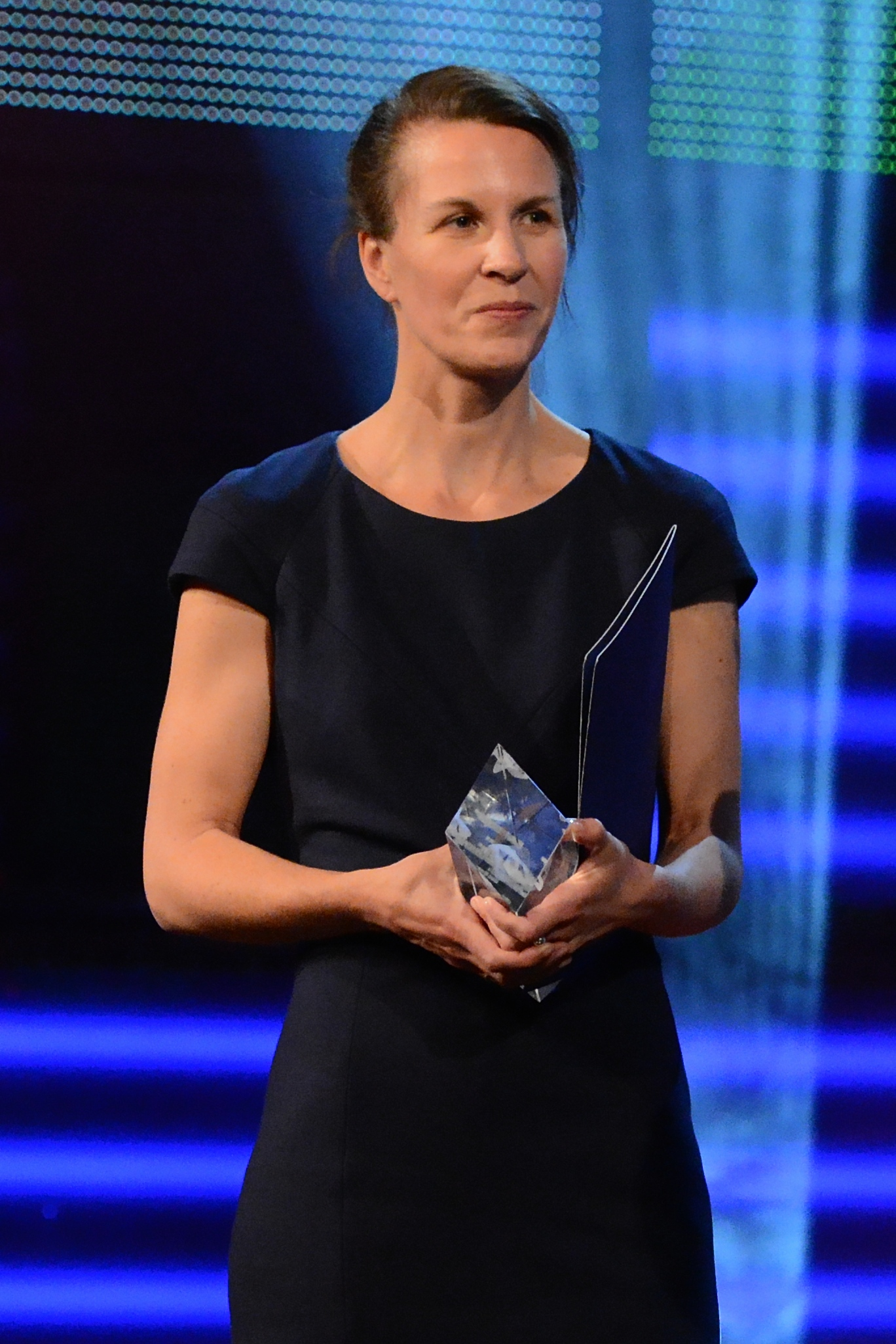
Antonia Fenn bei der Verleihung des Grimme-Preises 2014

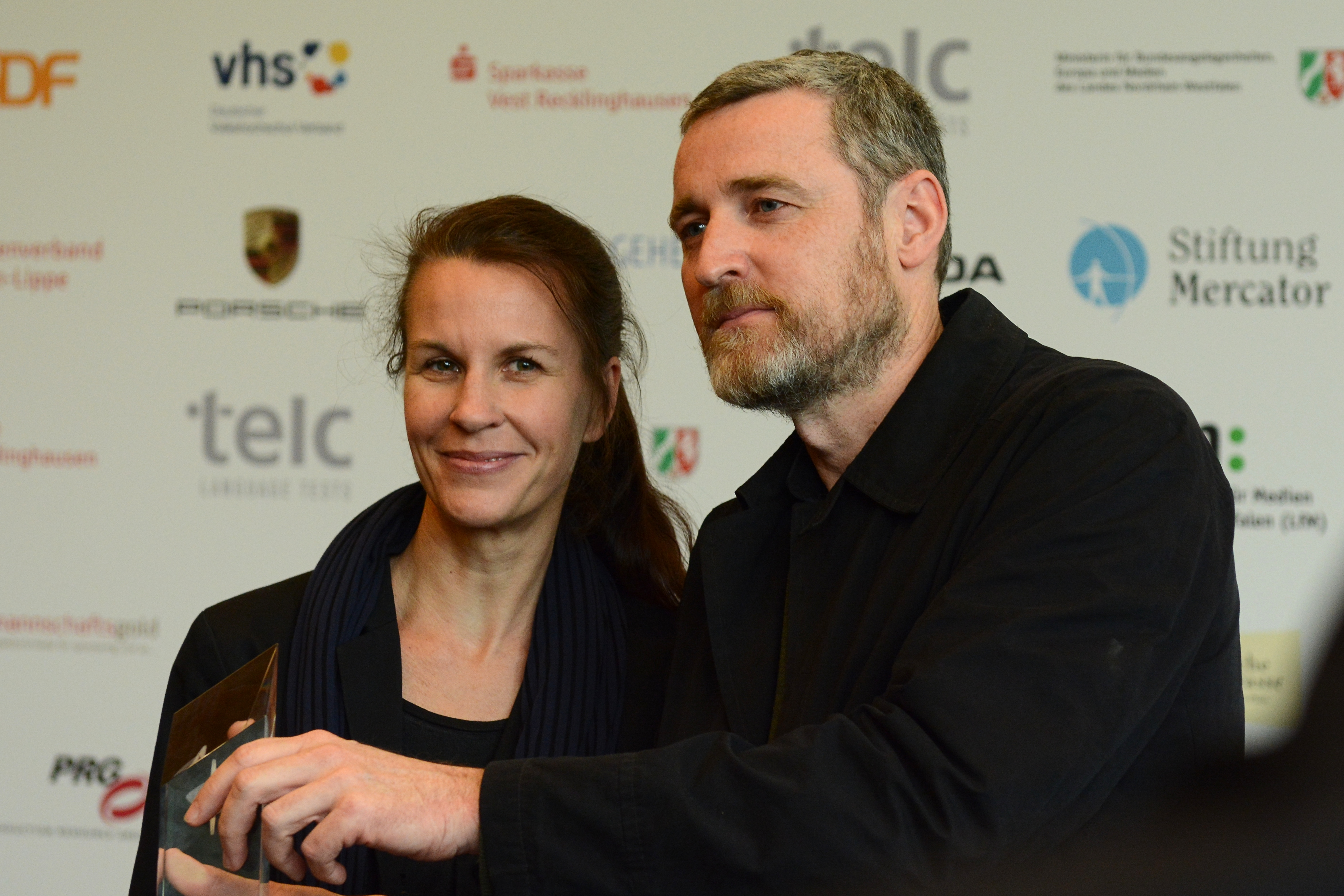
Antonia und Manuel Fenn beim Grimme-Preis 2014

Antonia Fenn (* 1970 in München als Antonia Bergmiller) ist eine deutsche Filmeditorin und Filmregisseurin.

## Leben
Antonia Fenn wuchs in München auf und machte 1990 ihr Abitur. Danach zog es sie für zwei Jahre ins Ausland, wo sie sich in Frankreich und den USA aufhielt. Nach ihrer Rückkehr im Jahr 1992 absolvierte sie bis 1993 ein Praktikum im Filmkopierwerk der Geyer-Werke im Münchner Unterföhring. Im Anschluss begann sie an der Hochschule für Film und Fernsehen Potsdam-Babelsberg ein Studium in der Fachrichtung Filmmontage, welches sie im Jahr 2000 abschloss. Seitdem arbeitet sie als freie Filmeditorin.
Anfang der 2000er Jahre heiratete sie den Kameramann und Filmregisseur Manuel Fenn. Das Paar hat zwei Kinder und lebt in Berlin.
Antonia Fenn ist Mitglied der Deutschen Filmakademie.

## Filmografie
- 1996: Männerpension (Tonschnitt)
- 1999: Kleingeld (Kurzfilm)
- 2000: Achterbahn (Fernsehreihe, Folge Lotte Primaballerina)
- 2001: So jung kommen wir nicht mehr zusammen (Dokumentarfilm)
- 2002: Weihnachten (Fernsehfilm)
- 2004: Ein Goldfisch unter Haien (Fernsehfilm)
- 2004: Typisch Mann! (Fernsehserie, 12 Folgen)
- 2005: Der Mann, den Frauen wollen (Fernsehfilm)
- 2006: Krieg der Frauen (Fernsehfilm)
- 2006: Zwei Engel für Amor (Fernsehserie, 8 Folgen)
- 2007: Mitten im Leben (Fernsehserie, 9 Folgen)
- 2008: Der Bibelcode (Fernsehfilm)
- 2008: Der Seewolf (Fernsehfilm)
- 2010: Kein Geist für alle Fälle (Fernsehfilm)
- 2010: Empathie – Stumme Schreie (Fernsehfilm)
- 2011: Die Ausbildung
- 2011: Alles was recht ist – Väter, Töchter, Söhne (Fernsehfilm)
- 2011: Inklusion – gemeinsam anders (Fernsehfilm)
- 2012: Fliegen lernen (Fernsehfilm)
- 2012: Die Schöne und das Biest (Fernsehfilm)
- 2013: Dyslexie – Der Kampf mit den Buchstaben (Fernsehfilm)
- 2013: Stark! (Fernsehserie, Folge Der Sommerclub – Für immer Freundinnen; auch Regie)[4][5]
- 2014: Das kalte Herz (Fernsehfilm)
- 2014: Toleranz (Fernsehfilm)
- 2015: Krüger aus Almanya (Fernsehfilm)
- 2015: Parchim International (Dokumentarfilm)
- 2016–2017: Morden im Norden (Fernsehserie, 8 Folgen)
- 2017: Krügers Odyssee (Fernsehfilm)
- 2018: Hotel Auschwitz
- 2018: Küss die Hand, Krüger (Fernsehfilm)
- 2019: Die Freundin meiner Mutter (Fernsehfilm)
- 2019: Gruppe Spur – Die Maler der Zukunft (Dokumentarfilm)
- 2019: 23 Morde – Bereit für die Wahrheit? (Fernsehserie, 3 Folgen)
- 2019–2021: Marie fängt Feuer (Fernsehserie, 2 Folgen)
- 2021: Die Welt jenseits der Stille (Dokumentarfilm)
- 2022: Riesending – Jede Stunde zählt (Fernsehfilm)
- 2023: Ostsee für Sturköppe (Fernsehfilm)
- 2024: Zwei Erben sind einer zu viel
- 2024: Im Rausch (Fernsehfilm)

## Nominierungen und Auszeichnungen
- 1999: Nominierung beim Deutschen Kamerapreis in der Kategorie Schnitt für Kleingeld
- 2009: Nominierung beim Deutschen Fernsehpreis in der Kategorie Bester Schnitt für Der Seewolf
- 2010: Nominierung beim Deutschen Kamerapreis in der Kategorie Schnitt – Fernsehfilm/Dokudrama für Empathie – Stumme Schreie [6]
- 2011: Nominierung Femina Filmpreis für Die Ausbildung[7]
- 2014: Grimme-Preis: Sonderpreis Kultur des Landes NRW zusammen mit Manuel Fenn für Der Sommerclub – Für immer Freundinnen[8]